# Florentine Rost van Tonningen
Florentine Sophie Heubel coniugata Rost van Tonningen e nota come Florrie Rost van Tonningen (Amsterdam, 14 novembre 1914 – Waasmunster, 24 marzo 2007) fu una collaborazionista olandese del nazifascismo.
Moglie di Meinoud Rost van Tonningen, leader del Movimento Nazional-Socialista e delle SS dei Paesi Bassi, continuò la diffusione degli ideali nazifascisti del marito anche una volta che questi si suicidò dopo la fine della seconda guerra mondiale; tale attivismo le valse in patria l'appellativo di Zwarte Weduwe (Vedova nera).

## Biografia
È stata una testimone del suo tempo e una militante nazionalsocialista fin dalla sua giovinezza. Nata da una famiglia di banchieri trascorre l'infanzia con i due fratelli e la sorella maggiori a Hilversum dove conosce personalmente e frequenta la principessina, e più tardi regina, Giuliana d'Olanda. All'inizio degli anni '30 entra nel movimento giovanile del Nationaal-Socialistische Beweging (NSB) di Anton Mussert. In quegli anni studia anche biologia e zoologia all'università di Berlino dove conosce personalmente Konrad Lorenz futuro premio Nobel per l'etologia nel 1973. Nel 1934 a seguito di un'operazione mal riuscita rischia la morte e deve rimanere in ospedale fino al febbraio del 1936. Nel 1937 dopo una serie di viaggi nelle Indie Olandesi (oggi Indonesia) torna in Olanda e diviene militante e leader del Jeugstorm il movimento giovanile del NSB.
Nel 1939 conosce Rost van Tonningen, economista, dipendente della Società delle Nazioni e uno degli uomini guida del movimento, che diviene suo marito il 21 dicembre 1940, testimone di nozze il Reichsführer SS Heinrich Himmler. Il matrimonio con Meinoud le darà la possibilità di conoscere personalmente le alcune delle personalità più influenti del tempo: incontra Adolf Hitler una dozzina di volte. Nell'aprile del 1941 Meinoud Rost van Tonningen viene nominato ministro delle finanze e presidente della banca centrale olandese dal governo filotedesco del Reichkommissar per l´Olanda Dr. Arthur Seyß-Inquart. La coppia avrà tra il 1941 e il 1945 tre figli.
Nel marzo del 1945 Meinoud raggiunge il fronte a Betuwe. Sarà catturato dai canadesi l'8 maggio 1945 nel giorno in cui era divenuto Obersturmführer. Gli alleati lo incarcerano a Scheveningen con l'accusa di essere uno degli esponenti principali della collaborazione con i tedeschi. Dopo un mese di inaudite torture ed umiliazioni il 6 giugno 1945 viene assassinato. Nello stesso libro Florentine Rost van Tonningen accusa dell'omicidio anche il principe Bernardo massone, membro della famiglia reale olandese e dal 1944 ufficiale alleato responsabile dell'epurazione. Anche Florentine subisce la repressione dei vincitori e viene condannata ad un lungo periodo di carcerazione. Dopo il suo rilascio all'inizio del 1947 inizia una durissima lotta condotta con ogni mezzo per la riabilitazione postuma del marito e l'incriminazione del principe Bernardo d'Olanda e del governo olandese. A tale scopo indossa costantemente un abito nero che le vale sui media olandesi il soprannome di 'zwarte weduwe' vedova nera. Nessuno dei responsabili delle torture e della morte del marito sarà condannato. Gli amici e camerati d'ogni parte d'Europa la chiamano invece "Florrie". All'inizio degli anni settanta la sua villa di Velp diviene un centro di aggregazione degli ex nazisti e neonazisti europei. Florentine diventa un personaggio di riferimento per giovani e vecchi camerati che non si sono arresi. Le autorità iniziano una serie sempre di perquisizioni. Ad 86 anni nel 2000 Florentine Rost van Tonningen emigra in Belgio a causa di ripetute violenze nei suoi confronti (incendio della sua casa, uccisione del suo cane) e dei sospetti da parte della legge. Amica personale di Léon Degrelle fino alla morte del generale nell'esilio spagnolo. Si prese cura di Gudrum Burwitz la figlia di Heinrich Himmler suo vecchio testimone di nozze. Malgrado l'età fu sempre costantemente presente ai raduni dei nazisti e neonazisti europei.

## Archivio
Nel libro Auf der Suche nach meinem Ehering Florentine Rost van Tonningen-Heubel accusa come principale responsabile dell'omicidio dei suo marito il principe Bernardo membro della famiglia reale olandese e dal 1944 ufficiale alleato responsabile dell'epurazione. Florentine subisce la repressione dei vincitori e viene condannata ad un lungo periodo di carcerazione. Afferma di avere prova di ciò nel suo Archivio. Questo archivio contiene tra le altre cose anche documenti sull'udienza privata con Papa Pio XII, sui rapporti con Franz von Papen e con il generale delle SS Ernst von Weizsäcker. L'Archivio è accessibile solo attraverso il suo segretario e archivista F.J.A.M. (Ronald) van der Helm, che via ha lavorato dal 1980 e che nel 1997 ha ricostruito l'albero genealogico della famiglia. Al segretario privato ed archivista van der Helm, in estremo segno di fiducia, Florentine Rost van Tonningen, poco prima della sua morte, aveva affidato tra le altre cose la fede nuziale in oro che era stata baciata da Adolf Hitler a Berlino nel 1940 per il suo matrimonio.

## Conoscenti, amici ed alleati
Essa mantenne per tutto il corso della sua vita contatti con molti importanti personalità del regime nazionalsocialista, simpatizzanti e storici quali il Prof. Robert Faurisson e David Irving, Artur Axmann, Gudrun Himmler (figlia di Heinrich Himmler), Ilse Pröhl (vedova di Rudolf Hess), Gertrud e Arthur Seyss-Inquart, Erich Priebke, Miguel Serrano, Matt Koehl, il dirigente del The New Order Thies Christophersen, Léon Degrelle, Princess Marie Adelheid of Lippe-Biesterfeld, Paula Hitler, Richard Edmonds, Hanns Albin Rauter, Franz von Papen, Hjalmar Schacht, Ernst Zündel, General Otto Ernst Remer, Manfred Roeder, Colin Jordan, Udo Walendy, Horst Mahler, Siegfried Verbeke, membri del Vlaams Blok e molti altri.

## Morte
Florentine Rost van Tonningen-Heubel morì il 24 marzo 2007 nella sua casa di Waasmunster. all'età di 92 anni. Una settimana più tardi fu sepolta a Rheden (Paesi Bassi). All'inizio del 1996 aveva acquistato un posto di sepoltura e una lapide di pietra con inciso il suo nome, la data di nascita e la scritta "La verità rende liberi". Il luogo di sepoltura scelto ha causato varie controversie e i residenti hanno paura che la tomba possa diventare un'attrazione per i sostenitori dell'estrema destra.